# Єреванський коньячний завод
Єреванський коньячний завод (ЄКЗ) — провідне підприємство Вірменії з виробництва алкогольних напоїв.

## Історія
Веде свою історію від заводу, заснованого в 1877 році купцем першої гільдії Нерсесом Таїрянцом (Таїровим), а з 1898 перейшов до Миколи Шустова (спочатку в оренді, в 1900 викуплений).
У 1948 році, у зв'язку з реорганізацією Єреванського винно-коньячного заводу (так в кінці 1940-х називався колишній шустівський завод) в Єреванський винний комбінат, цех викурювання коньячного спирту і коньячний цех були об'єднані в самостійний Єреванський коньячний завод, виділений на окремий баланс Єреванського винного комбінату.
У 1953 році після завершення будівництва і переїзду до нової будівлі починається самостійна історія Єреванського коньячного заводу. З 1953 по 1991 роки ЄКЗ був єдиним заводом, що монопольно випускав вірменський коньяк. Інші заводи Вірменії займалися викуркою і витримкою спиртів, купаж яких здійснював ЄКЗ. Саме тут проводився розлив знаменитих на весь світ вірменських коньяків: ординарних (трьох-, чотирьох- і п'ятирічних) і марочних («Добірна», «Ювілейний», «Вірменія», «Двін», «Єреван», «Святковий», «Наірі», «Васпуракан» і «Ахтамар»). У 1991 монополія ЕКЗ на випуск коньяків була ліквідована.
Більше 20 років (з 1948 по 1973 рік) головним технологом ЕКЗ був Маркар Седракян, Герой Соціалістичної Праці, Лицар дегустації (Франція, 1972 р.).
У 1998 році ЄКЗ був приватизований і увійшов до складу міжнародної групи «Pernod Ricard». Сума угоди — $ 30 млн.
За ініціативою ЄКЗ у квітні 1999 року був введений новий Стандарт Республіки Вірменія «Вірменський коньяк», який жорстко регламентує виробництво цього напою.

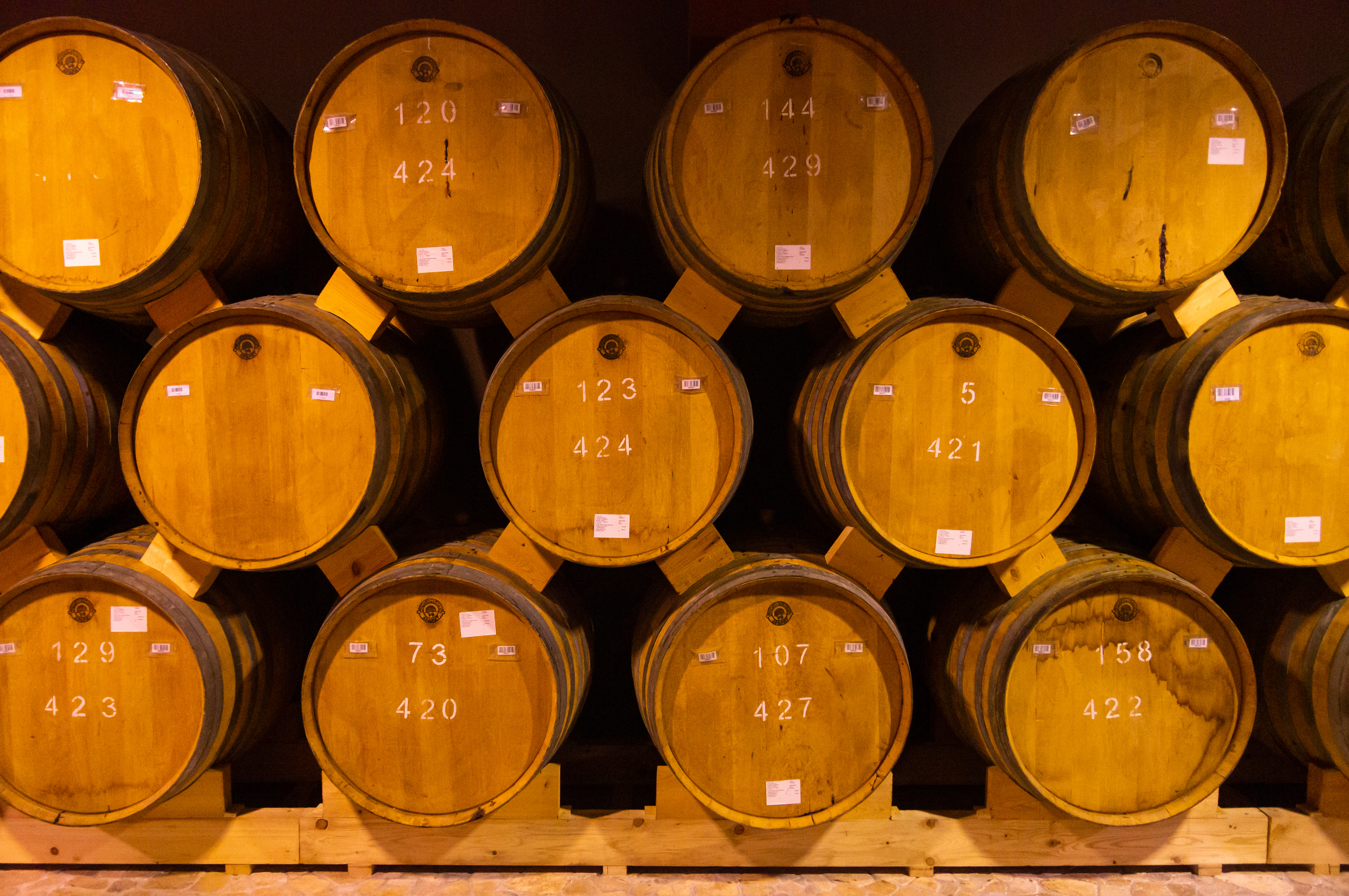
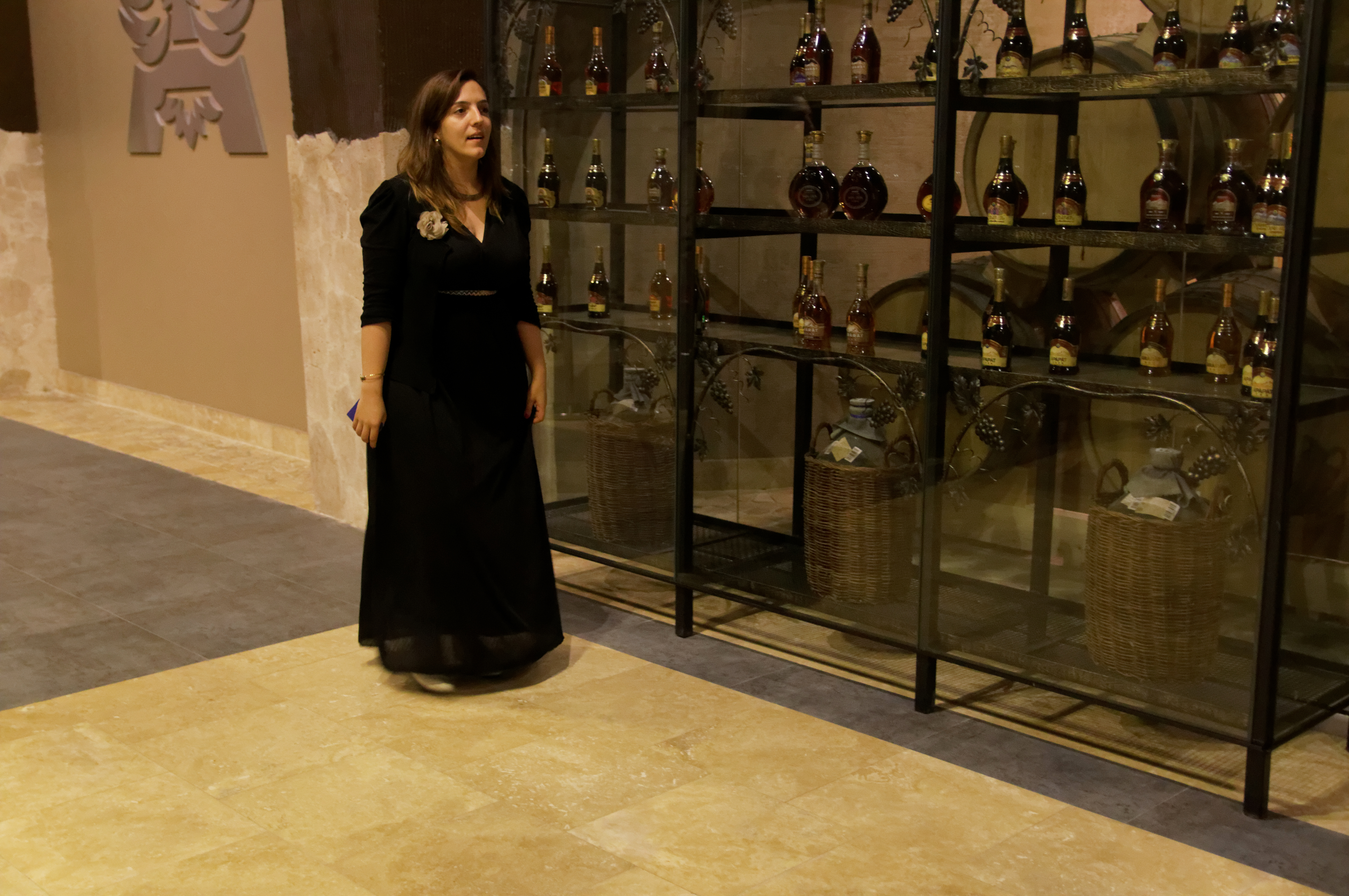

## Діяльність
ЄКЗ — безумовний лідер за обсягом виробництва та експорту вірменських коньяків. Володіє приблизно 60% загальновірменського запасу коньячних спиртів різних термінів витримки.
ЄКЗ володіє запасами ексклюзивних марок коньяків, які розливаються на спеціальне замовлення і недоступні в роздрібній мережі: «Еребуні» — 25 років, «Кілікія» — 30 років, «Спарапет» — 40 років і «Ноїв Ковчег» — 70 років витримки.
Коньяк виробництва ЄКЗ поставляється в 25 країн світу. У 47 країнах зареєстровані товарні знаки ЄКЗ.
Чотири роки поспіль марка «АрАрАт» удостоювалася в Росії номінації «Товар року». Всього на сьогоднішній день ЄКЗ має: 115 золотих, 48 срібних і 8 бронзових медалей.